# Молина Удовички Фотез
Молина Удовички Фотез (Нови Сад, 31. март 1961) српски је драмски писац, драматург, сценариста и уредник.

## Биографија
Дипломирала је драматургију на Факултету драмских уметности 1985. године.
Радила је као драматург драмског програма ТВ Нови Сад а потом као уредник стране, серијског програма, стране драме и серијског програма те као главни уредник Редакције драмског програма. У периоду рада на телевизији реализовала је око 40 ТВ драма, филмова и серија продуцираних од стране ТВ Нови Сад.
Ауторка је неколико радио драма, адаптација и комада за децу.
Године 1990. учествовала је на конференцији драмских експерата (Drama experts conference 1990 ) у Антверпену као најмлађа учесница.
Од 2003. до 2011. године уз посао драматурга ради и као помоћник директора Драме Народног позоришта у Београду.
Од јуна 2011. до фебруара 2013 године радила је као  директор Драме националног театра. Од 1. новембра 2019. године обавља функцију в.д. директорка Драме Народног позоришта.

## Дела
Сценарији
- Балкан експрес – други део
- Црни бомбардер
- Највише на свету целом
- Тито и ја
- Вруће плате
- Лето
- Виолински кључ
- Дивљи светац
- Случај Хармс
- Земља, ТВ серија

Позориште
- Земља, 25.01.1983, Нови Сад, Српско народно позориште[3]
- Хамлет, 17.10.2002, Београд, Народно позориште[3]
- Вишњик, 13.03.2003, Београд, Народно позориште[3]
- Рибарске свађе, 04.06.2003, Београд, Народно позориште[3]
- Незвани гост, 23.10.2003, Београд, Народно позориште[3]
- Ифигенијина смрт у Аулиди, 10.03.2005, Београд, Народно позориште[3]
- Судија, 17.02.2006, Београд, Народно позориште[3]
- Лажа и паралажа, 25.03.2006, Београд, Народно позориште[3]
- Три сестре, 05.05.2006, Београд, Народно позориште[3]
- Муке са слободом, 02.08.2006, Београд, Народно позориште[3]
- Покондирена тиква, 27.02.2007, Београд, Народно позориште[3]
- Веселе жене винџорске, 29.03.2007, Београд, Народно позориште[3]
- Цар Едип, 20.10.2007, Београд, Народно позориште[3]
- ДР, 26.06.2008, Београд, Народно позориште[3]
- Свињски отац, 08.05.2009, Београд, Звездара театар[3]
- Призори егзекуције, 22.11.2010, Београд, Народно позориште[3]
- Важно је звати се Ернест, 14.01.2012, Београд, Народно позориште[3]
- Антигона, 30.12.2012, Београд, Народно позориште[3]
- Избирачица, 14.05.2013, Београд, Народно позориште[3]
- Бела кафа, 04.05.2015, Београд, Народно позориште[3]
- Сирано, 13.05.2016, Београд, Народно позориште[3]
- Сумњиво лице, 26.06.2016, Београд, Народно позориште[3]
- Народна драма, 17.11.2016, Београд, Народно позориште[3]
- Царство мрака, 24.03.2017, Београд, Народно позориште[3]
- Ожалошћена породица, 19.01.2018, Београд, Народно позориште[3]
- Нечиста крв, 12.04.2019, Београд, Народно позориште[3]